# Коноплёв, Юрий Васильевич
Юрий Васильевич Коноплёв (бел. Юрый Васілевіч Канаплёў; 2 февраля 1962) — белорусский футболист и тренер.

## Клубная карьера
Воспитанник витебской ДЮСШ «Двина» (заслуженный тренер Республики Беларусь Владимир Бодягин).
Начал карьеру в составе витебской «Двины» (позже витебский клуб именовался «Витязь», КИМ, «Локомотив-96»). В 1980-х ненадолго переходил в брестское «Динамо», в 1996 году играл за новополоцкий «Нафтан», но после возвращался в витебский клуб. В составе витебской команды дважды становился серебряным и бронзовым призёром чемпионата Беларуси, выиграл Кубок Беларуси в 1998 году.
Закончил карьеру игрока в 2000 году.

## Карьера тренера
В 1987 году окончил Витебский педагогический институт имени С. М. Кирова.
В 2000 году стал тренером «Локомотива-96». С 2001 по 2003 год работал в витебской ДЮСШ «Профсоюзы». С 2005 года снова в «Локомотиве» (позднее переименован в «Витебск»): тренером, с мая 2007 года исполняющий обязанности, а с декабря 2007 по июль 2008 — главным тренером. В августе 2009 года вернулся на пост главного тренера витебской команды. В январе 2011 года вошёл в тренерский штаб «Гомеля», где работал один год.
В феврале 2012 года в очередной раз возглавил «Витебск», который вылетел в Первую лигу. Дважды под руководством Коноплёва клуб занимал третье место в Первой лиге. В первой половине сезона 2014, несмотря на сильный состав, клуб проиграл основным конкурентом и закончил первый круг на пятом месте. В результате Коноплёв в июле 2014 года был сначала отстранен от управления командой, а позже окончательно покинул пост главного тренера. Что интересно, он ещё в январе 2013 года по приглашению Анатолия Юревича три недели провёл на сборах в Турции с казахским «Акжайыком» (в качестве кандидата на пост старшего тренера, помощника Владимира Гольмака), но подписать контракт с клубом белорусским специалистам не удалось.
В августе 2014 года возглавил команду «Витебск-2». В конце 2015 стало известно, что Коноплёв стал тренером клуба «Орша». В команде он проработал до марта 2018 года.
С осени 2019 года работает тренером юношеских команд российского клуба «Уфа».

## Карьера за сборную
Единственным матчем за национальную сборную Беларуси оказался товарищеский матч 17 августа 1998 года против сборной Польши, в котором Коноплёв был капитаном сборной.

## Достижения
- Серебряный призёр чемпионата Беларуси: 1992/93, 1994/95
- Бронзовый призёр чемпионата Беларуси: 1993/94, 1997
- Обладатель Кубка Беларуси: 1997/98